# 唐守道
唐守道（？—？），江西臨川人，清朝政治人物。同進士出身。
道光二十五年，登進士。道光三十年，接替吴煦。擔任江蘇宜興縣知縣。后由薛炳接任。